# Canal de Brenta
El canal de Brenta (en italiano, Canale di Brenta o Canal di Brenta) representa el extremo meridional de la Valsugana a diferencia de la cual, como testimonia su aspecto, es de origen fluvial y no glacial. El territorio pertenece a la provincia de Vicenza y está recorrida a lo largo por la Strada Statale 47 della Valsugana que une la ciudad de Padua con Trento pasando por Bassano del Grappa. Cerca del límite septentrional, sobre la ribera izquierda del río, se encuentra Primolano, fracción de Cismon del Grappa, mientras que en el extremo meridional se encuentra Campese hoy en día fracción de Bassano del Grappa. 